# فورت نلسون
فورت نلسون
یک اجتماع–شهر در شمال شرق بریتیش کلمبیا، کانادا در رشته‌کوه‌های راکی شمالی شهرداری منطقه است. در ۶ فوریه ۲۰۰۹ فورت نلسون با منطقه رشته کوه‌های راکی شمال منطقه ادغام شد و اولین شهرداری منطقه‌ای به نام اختصاری استان بریتیش کلمبیا NRRM، را تشکیل داد و به مرکز اداری آن تبدیل شد.
این جامعه-شهر در شرق کوه‌های راکی در شمال منطقه رودخانه صلح در امتداد بزرگراه آلاسکا در مایل ۳۰۰ نهفته است. فورت نلسون دارای ۳۰۹۲ سکنه است که ۷۰٪ از کل جمعیت ۵۵۷۸ نفری NRRM می‌باشد.
اکثر فعالیت‌های اقتصادی فورت نلسون در طول تاریخ در صنایع انرژی و گردشگری متمرکز شده، و تا همین اواخر که صنایع جنگلی نیز به این اضافه شد. جنگل‌های اطراف فورت نلسون بخشی از جنگل شمالی کانادا به نام جنگلهای بورال است. این جنگل بخشی از نوار سبز حلقوی دور تا دور قطب شمال می‌باشد. فورت نلسون در لبه جنوب غربی میدان نفت و گاز سیرا بزرگ است و در سال ۱۹۶۶ بزرگترین پالایشگاه گاز نورث آمریکا به ظرفیت ۱ میلیارد فوت مکعب در ان ساخته شده‌است که همچنان مشغول به کار است.

## پیشینه
نام فورت نلسون، به افتخار قهرمان نیروی دریایی بریتانیا هوریشیو نلسون میباشد، و در سال ۱۸۰۵میلادی به عنوان یک پست تجارت خز تأسیس شد